# Дэвис, Бэрон
Бэ́рон Дэ́вис (англ. Baron Davis; родился 13 апреля 1979 года в Лос-Анджелесе, штат Калифорния) — американский профессиональный баскетболист, выступавший в Национальной баскетбольной ассоциации. В последнее время он являлся игроком клуба Д-Лиги «Делавэр Эйти Севенерс». Баскетболом начал заниматься в три года. Учился в школе Кроссроадс (Санта-Моника, штат Калифорния) и в Калифорнийском Университете в Лос-Анджелесе. Был выбран на драфте НБА 1999 года в первом раунде под общим 3-м номером командой «Шарлотт Хорнетс». Два раза принимал участие в матче всех звёзд НБА (2002, 2004).

## Школа и колледж
Дэвис был звездой баскетбольных команд средней школы Комптона и школы Кроссроадс Санта-Моники. В первой он играл в одной команде с известным хип-хоп исполнителем The Game (Дэвис стал крёстным отцом первенца The Game, Гарлема), во второй его партнёром был кинопродюсер Кэш Уоррен, муж актрисы Джессики Альбы.
После окончания школы Бэрон поступил в Калифорнийский университет в Лос-Анджелесе. За команду колледжа он играл два года, набирая в среднем 13.6 очков и делая 5.1 передач за игру. Одним из партнёров Дэвиса в университетской команде был Мэтт Барнс, также выступавший с Дэвисом за «Голден Стэйт Уорриорз».

## Карьера в НБА
Дэвис был выбран на драфте 1999 года под третьим номером командой «Шарлотт Хорнетс». В первом своём сезоне в НБА он был дублёром Эдди Джонса и Дэвида Уизли, но во втором стал одним из лидеров команды и все 82 игры начинал в стартовом составе «Хорнетс». Каждый год Дэвис выводил «Хорнеттс» в плей-офф, но команда каждый раз выбывала на ранних стадиях: в 2001 году уступила во втором раунде «Майами Хит», а в 2002 году, также во втором раунде, «Орландо Мэджик». Летом 2002 года «Хорнетс» переехали в Новый Орлеан, но ситуация для команды лишь ухудшилась — в 2003 и 2004 годах команда выбывала уже после первого раунда плей-офф, а сам Дэвис мучился из-за травм. Однако травмы не помешали ему дважды попасть на Матч всех звёзд НБА: в 2002 и 2004 годах.
24 февраля 2005 года из-за сложной ситуации в тренерском штабе и травм многих игроков «Хорнетс» обменяли Дэвиса в «Голден Стэйт Уорриорз» на защитника Спиди Клэкстона и опытного форварда Дэйла Дэвиса. В результате этого обмена у «Уорриорз» появилась одна из сильнейших оборонительных связок в НБА из Бэрона Дэвиса и Джейсона Ричардсона. Сам Дэвис также был рад вернуться в родную Калифорнию.
После двух неудачных сезонов под руководством Майка Монтгомери «Уорриорз» перед началом сезона 2006/2007 вернули тренера Дона Нельсона, уже руководившего командой в конце 1980-х — начале 1990-х. Наступательную схему команды Нельсон построил так, чтобы наиболее эффективно использовать скоростные качества Дэвиса, и не прогадал. Хотя Дэвис получил травму колена, он помог «Уорриорз» выйти в плей-офф впервые с 1994 года. «Голден Стэйт» сенсационно выиграли первый раунд у занявших первое место в регулярном сезоне «Даллас Маверикс» со счётом 4-2. Хотя «Уорриорз» уступили в следующем раунде Юте, Дэвис хорошо показал себя в этой серии плей-офф, он был исключительно полезен и набирал в среднем по 25.3 очков, 6.5 передач, 2.9 перехвата и 4.5 подбора за игру.
10 июля 2008 года Дэвис подписал контракт с «Лос-Анджелес Клипперс» на пять лет, по которому он получит 65 млн долларов. При сильном составе «Клипперс» сезон 2008/2009 провалили, заняв 14-е, предпоследнее, место в Западной конференции. Статистические показатели Дэвиса ухудшились по сравнению с предыдущими сезонами.
24 февраля 2011 года, Дэвис был обменян в «Кливленд Кавальерс» вместе с пиком первого раунда драфта (который, оказался первым общим выбором Драфта НБА 2011 Кайри Ирвингом), в обмен на Мо Уильямс и Джамарио Муна. В Кливленде Дэвис воссоединился с бывшим тренером Байроном Скоттом, на что Дэвис заявил: «Я знаю, что мы вместе не просто так. Некоторые аспекты моей игры могут приносить пользу в его системе». В своем дебютном за «Кавс», Дэвис набирал 18 очков, 4 подбора и 5 передач.
14 декабря 2011 года Кавальерс решили отказаться от услуг Дэвиса, используя правило амнистии. Но он все равно получал 30 миллионов долларов в течение двух оставшихся лет по своему контракту. 20 декабря 2011 руководство «Нью-Йорк Никс» официально объявило о подписании контракта с защитником Бэроном Дэвисом, соглашение было рассчитано на ветеранский минимум (1,4 миллиона долларов).
Дэвис получил разрыв двух связок и сухожилия 6 мая 2012, в четвёртом матче серии плей-офф с «Майами Хит». Восстановление после такой травмы обычно занимает около 12 месяцев. В сезоне-2012/2013 травмированный разыгрывающий Бэрон Дэвис работал в офисе «Никс». 33-летний баскетболист выполнял разнообразные поручения: взаимодействовал с благотворительным фондом «Garden of Dreams», отвечал за разработку развлекательной программы для домашних матчей «Нью-Йорк Никс», а также занимался скаутингом.
2 марта 2016 года подписал контракт с  клубом Д-Лиги «Делавэр Эйти Севенерс»

## Характеристика

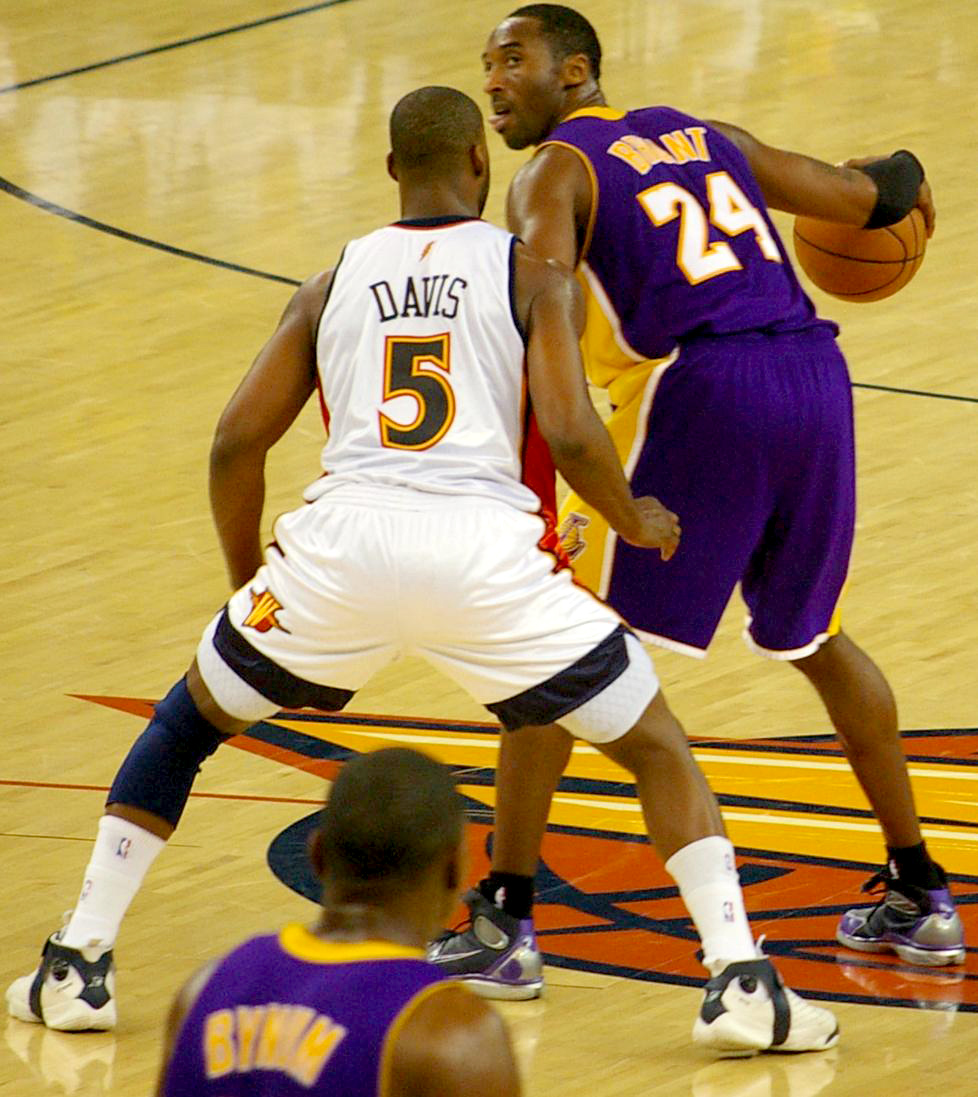
Дэвис защищается против Коби Брайанта

Дэвис — многоцелевой разыгрывающий защитник, который много забрасывает сам и раздаёт передачи партнёрам. Благодаря габаритам (Бэрон является одним из самых крупных разыгрывающих защитников в ассоциации) он хорошо борется за мяч, делая немало подборов и перехватов. Результативность бросков Дэвиса — средняя, процент попаданий за карьеру составляет всего 41,4 % и 69,2 % со штрафных. В атаке Бэрон раздаёт немало передач и часто сам бросает издали, его процент трёхочковых попаданий составляет 32,4 %. Наибольшая проблема Дэвиса — его подверженность травмам, из-за которых он с 2004 по 2007 годы пропустил около трети игр регулярного чемпионата.

## Статистика

### Статистика в НБА
| Сезон                                                                                    | Команда      | Регулярный сезон | Регулярный сезон | Регулярный сезон | Регулярный сезон | Регулярный сезон | Регулярный сезон | Регулярный сезон | Регулярный сезон | Регулярный сезон | Регулярный сезон | Регулярный сезон | Серия плей-офф | Серия плей-офф | Серия плей-офф | Серия плей-офф | Серия плей-офф | Серия плей-офф | Серия плей-офф | Серия плей-офф | Серия плей-офф | Серия плей-офф | Серия плей-офф |
| Сезон                                                                                    | Команда      | GP               | GS               | MPG              | FG%              | 3P%              | FT%              | RPG              | APG              | SPG              | BPG              | PPG              | GP             | GS             | MPG            | FG%            | 3P%            | FT%            | RPG            | APG            | SPG            | BPG            | PPG            |
| ---------------------------------------------------------------------------------------- | ------------ | ---------------- | ---------------- | ---------------- | ---------------- | ---------------- | ---------------- | ---------------- | ---------------- | ---------------- | ---------------- | ---------------- | -------------- | -------------- | -------------- | -------------- | -------------- | -------------- | -------------- | -------------- | -------------- | -------------- | -------------- |
| 1999/00                                                                                  | Шарлотт      | 82               | 0                | 18,6             | 42,0             | 22,5             | 63,4             | 2,0              | 3,8              | 1,2              | 0,2              | 5,9              | 4              | 0              | 14,3           | 43,5           | 16,7           | 50,0           | 1,5            | 1,5            | 1,0            | 0,0            | 5,8            |
| 2000/01                                                                                  | Шарлотт      | 82               | 82               | 38,9             | 42,7             | 31,0             | 67,7             | 5,0              | 7,3              | 2,1              | 0,4              | 13,8             | 10             | 10             | 39,7           | 48,0           | 40,0           | 71,4           | 4,4            | 5,8            | 2,8            | 0,5            | 17,8           |
| 2001/02                                                                                  | Шарлотт      | 82               | 82               | 40,5             | 41,7             | 35,6             | 58,0             | 4,3              | 8,5              | 2,1              | 0,6              | 18,1             | 9              | 9              | 44,6           | 37,8           | 33,9           | 59,7           | 7,0            | 7,9            | 3,6            | 0,6            | 22,6           |
| 2002/03                                                                                  | Нью-Орлеан   | 50               | 47               | 37,8             | 41,6             | 35,0             | 71,0             | 3,7              | 6,4              | 1,8              | 0,4              | 17,1             | 5              | 5              | 38,8           | 44,6           | 34,3           | 72,7           | 3,6            | 8,4            | 1,4            | 0,4            | 20,4           |
| 2003/04                                                                                  | Нью-Орлеан   | 67               | 66               | 40,1             | 39,5             | 32,1             | 67,3             | 4,3              | 7,5              | 2,4              | 0,4              | 22,9             | 7              | 7              | 37,1           | 37,7           | 32,7           | 75,8           | 4,1            | 7,0            | 1,6            | 0,7            | 18,1           |
| 2004/05                                                                                  | Нью-Орлеан   | 18               | 13               | 32,9             | 36,6             | 32,1             | 77,1             | 3,7              | 7,2              | 1,7              | 0,2              | 18,9             | Не участвовал  | Не участвовал  | Не участвовал  | Не участвовал  | Не участвовал  | Не участвовал  | Не участвовал  | Не участвовал  | Не участвовал  | Не участвовал  | Не участвовал  |
| 2004/05                                                                                  | Голден Стэйт | 28               | 19               | 35,3             | 40,1             | 34,1             | 75,5             | 3,9              | 8,3              | 1,8              | 0,4              | 19,5             | Не участвовал  | Не участвовал  | Не участвовал  | Не участвовал  | Не участвовал  | Не участвовал  | Не участвовал  | Не участвовал  | Не участвовал  | Не участвовал  | Не участвовал  |
| 2005/06                                                                                  | Голден Стэйт | 54               | 48               | 36,5             | 38,9             | 31,5             | 67,5             | 4,4              | 8,9              | 1,6              | 0,3              | 17,9             | Не участвовал  | Не участвовал  | Не участвовал  | Не участвовал  | Не участвовал  | Не участвовал  | Не участвовал  | Не участвовал  | Не участвовал  | Не участвовал  | Не участвовал  |
| 2006/07                                                                                  | Голден Стэйт | 63               | 62               | 35,3             | 43,9             | 30,4             | 74,5             | 4,4              | 8,1              | 2,1              | 0,5              | 20,1             | 11             | 11             | 40,4           | 51,3           | 37,3           | 77,0           | 4,5            | 6,5            | 2,9            | 0,6            | 25,3           |
| 2007/08                                                                                  | Голден Стэйт | 82               | 82               | 39,0             | 42,6             | 33,0             | 75,0             | 4,7              | 7,6              | 2,3              | 0,5              | 21,8             | Не участвовал  | Не участвовал  | Не участвовал  | Не участвовал  | Не участвовал  | Не участвовал  | Не участвовал  | Не участвовал  | Не участвовал  | Не участвовал  | Не участвовал  |
| 2008/09                                                                                  | Клипперс     | 65               | 60               | 34,6             | 37,0             | 30,2             | 75,7             | 3,7              | 7,7              | 1,7              | 0,5              | 14,9             | Не участвовал  | Не участвовал  | Не участвовал  | Не участвовал  | Не участвовал  | Не участвовал  | Не участвовал  | Не участвовал  | Не участвовал  | Не участвовал  | Не участвовал  |
| 2009/10                                                                                  | Клипперс     | 75               | 73               | 33,6             | 40,6             | 27,7             | 82,1             | 3,5              | 8,0              | 1,7              | 0,6              | 15,3             | Не участвовал  | Не участвовал  | Не участвовал  | Не участвовал  | Не участвовал  | Не участвовал  | Не участвовал  | Не участвовал  | Не участвовал  | Не участвовал  | Не участвовал  |
| 2010/11                                                                                  | Клипперс     | 43               | 35               | 29,5             | 41,6             | 29,6             | 76,0             | 2,8              | 7,0              | 1,4              | 0,5              | 12,8             | Не участвовал  | Не участвовал  | Не участвовал  | Не участвовал  | Не участвовал  | Не участвовал  | Не участвовал  | Не участвовал  | Не участвовал  | Не участвовал  | Не участвовал  |
| 2010/11                                                                                  | Кливленд     | 15               | 9                | 25,4             | 42,1             | 41,4             | 81,5             | 2,4              | 6,1              | 1,1              | 0,4              | 13,9             | Не участвовал  | Не участвовал  | Не участвовал  | Не участвовал  | Не участвовал  | Не участвовал  | Не участвовал  | Не участвовал  | Не участвовал  | Не участвовал  | Не участвовал  |
| 2011/12                                                                                  | Нью-Йорк     | 29               | 14               | 20,5             | 37,0             | 30,6             | 66,7             | 1,9              | 4,7              | 1,1              | 0,1              | 6,1              | 4              | 4              | 24,4           | 47,8           | 28,6           | 100,0          | 0,8            | 3,3            | 0,0            | 0,0            | 7,8            |
|                                                                                          | Всего        | 835              | 692              | 34,2             | 40,9             | 32,0             | 71,1             | 3,8              | 7,2              | 1,8              | 0,4              | 16,1             | 50             | 46             | 37,0           | 44,2           | 35,0           | 70,9           | 4,3            | 6,2            | 2,3            | 0,5            | 18,8           |
| Наведите курсор мыши на аббревиатуры в заголовке таблицы, чтобы прочесть их расшифровку. |              |                  |                  |                  |                  |                  |                  |                  |                  |                  |                  |                  |                |                |                |                |                |                |                |                |                |                |                |

### Статистика в Д-Лиге
| Сезон                                                                                    | Команда | Регулярный сезон | Регулярный сезон | Регулярный сезон | Регулярный сезон | Регулярный сезон | Регулярный сезон | Регулярный сезон | Регулярный сезон | Регулярный сезон | Регулярный сезон | Регулярный сезон | Серия плей-офф | Серия плей-офф | Серия плей-офф | Серия плей-офф | Серия плей-офф | Серия плей-офф | Серия плей-офф | Серия плей-офф | Серия плей-офф | Серия плей-офф | Серия плей-офф |
| Сезон                                                                                    | Команда | GP               | GS               | MPG              | FG%              | 3P%              | FT%              | RPG              | APG              | SPG              | BPG              | PPG              | GP             | GS             | MPG            | FG%            | 3P%            | FT%            | RPG            | APG            | SPG            | BPG            | PPG            |
| ---------------------------------------------------------------------------------------- | ------- | ---------------- | ---------------- | ---------------- | ---------------- | ---------------- | ---------------- | ---------------- | ---------------- | ---------------- | ---------------- | ---------------- | -------------- | -------------- | -------------- | -------------- | -------------- | -------------- | -------------- | -------------- | -------------- | -------------- | -------------- |
| 2015/16                                                                                  | Делавэр | 6                | 0                | 22,5             | 35,5             | 31,8             | 90,0             | 2,5              | 3,5              | 1,2              | 0,3              | 12,8             | Не участвовал  | Не участвовал  | Не участвовал  | Не участвовал  | Не участвовал  | Не участвовал  | Не участвовал  | Не участвовал  | Не участвовал  | Не участвовал  | Не участвовал  |
|                                                                                          | Всего   | 6                | 0                | 22,5             | 35,5             | 31,8             | 90,0             | 2,5              | 3,5              | 1,2              | 0,3              | 12,8             | Не участвовал  | Не участвовал  | Не участвовал  | Не участвовал  | Не участвовал  | Не участвовал  | Не участвовал  | Не участвовал  | Не участвовал  | Не участвовал  | Не участвовал  |
| Наведите курсор мыши на аббревиатуры в заголовке таблицы, чтобы прочесть их расшифровку. |         |                  |                  |                  |                  |                  |                  |                  |                  |                  |                  |                  |                |                |                |                |                |                |                |                |                |                |                |